# Сахнин
Сахнин (иногда Сихнин, ивр. סח'נין ;סכנין‎; араб. سخنين‎) — город в Северном округе Израиля. Находится в Галилее, в 12 км южнее Кармиэля и в 23 км восточнее Акко. Вблизи Сахнина находятся населённый евреями посёлок Мисгав и промышленный парк Мисгав (ранее назывался Терадион). Статус города Сахнин получил в 1995 году.
Жители города — арабы, в большинстве мусульмане и значительное число христиан.
В Сахнине находятся 2 колледжа, преподавание в которых ведётся на арабском языке.
Город известен футбольной командой высшей лиги «Бней Сахнин» (ивр. בני סחנין‎ — «Сыновья Сахнина»).

## Население
По данным Центрального статистического бюро Израиля, население на начало 2020 года составляло 31 702 человека.
Среднемесячная заработная плата работника в 2019 году составила 6158 шекелей (в среднем по стране: 9745 шекелей).